# Zé Wellington
José Wellington Alves Grangeiro Filho, mais conhecido como Zé Wellington (Sobral, 9 de março de 1984), é um administrador, músico, escritor e roteirista de histórias em quadrinhos. Em 2006, foi um dos fundadores do Grupo Gattai,  que publicou o fanzine e e-zine Gattai Zine.
Foi indicado dois anos consecutivos ao Troféu HQMIX na categoria Novo Talento Roteirista, em 2015 e 2016, sendo vencedor no ano de 2016. Em 2019, seu livro Cangaço Overdrive foi semifinalista do Prêmio Jabuti, na categoria Histórias em Quadrinhos. Em 2021, seu livro Mata-mata foi o vencedor do Prêmio ABERST de Literatura, na categoria Narrativa Curta de Crime.

## Principais obras
- 2014 - Quem Matou João Ninguém? (Editora Draco)
- 2015 - Steampunk Ladies: Vingança a Vapor (Editora Draco)
- 2018 - Cangaço Overdrive (Editora Draco)
- 2019 - Steampunk Ladies – Choque do futuro (Editora Draco)[5]
- 2020 - Mata-mata (Editora Draco)
- 2021 - Luzia (Editora Draco)